# Varicosia clavifera
Varicosia clavifera là một loài bướm đêm trong họ Noctuidae.